# Felicity Andersen
Felicity Andersen est une actrice australienne née le 21 octobre 1972 à Geelong, Victoria.

## Biographie
Elle est diplômée de la William Bates Academy of Performing Arts.

## Filmographie
- 2000 : Stingers
- 2001 : Shirley Temple : La Naissance d'une star
- 2001 : Blonde
- 2001 : Like Mother Like Son: The Strange Story of Sante and Kenny Kimes
- 2001 : My Brother Jack
- 2002 : La Reine des damnés (film)
- 2003 : Trail of Passion